# Rounin
Rounin é uma telenovela filipina produzida e exibida pela ABS-CBN, cuja transmissão ocorreu em 2007.

## Elenco
- Diether Ocampo - Cadmus[4][5]
- Luis Manzano - Juris
- Angelica Panganiban - Aura
- Rafael Rosell - Creon
- Nikki Gil - Leal
- Jhong Hilario - Venon